# Paris verticillata
Paris verticillata är en nysrotsväxtart som beskrevs av Friedrich August Marschall von Bieberstein. Paris verticillata ingår i släktet ormbärssläktet, och familjen nysrotsväxter. Inga underarter finns listade.

## Bildgalleri

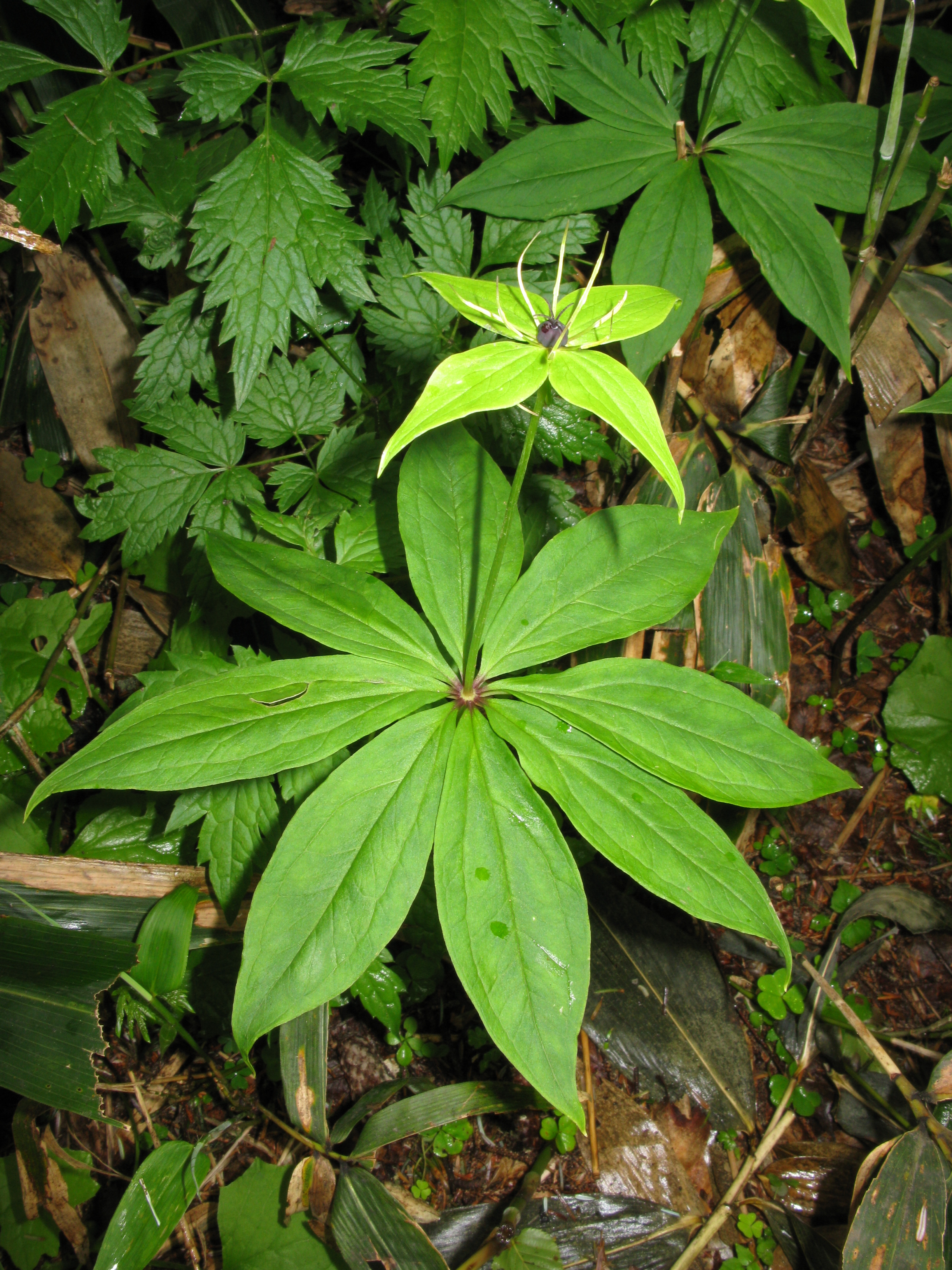
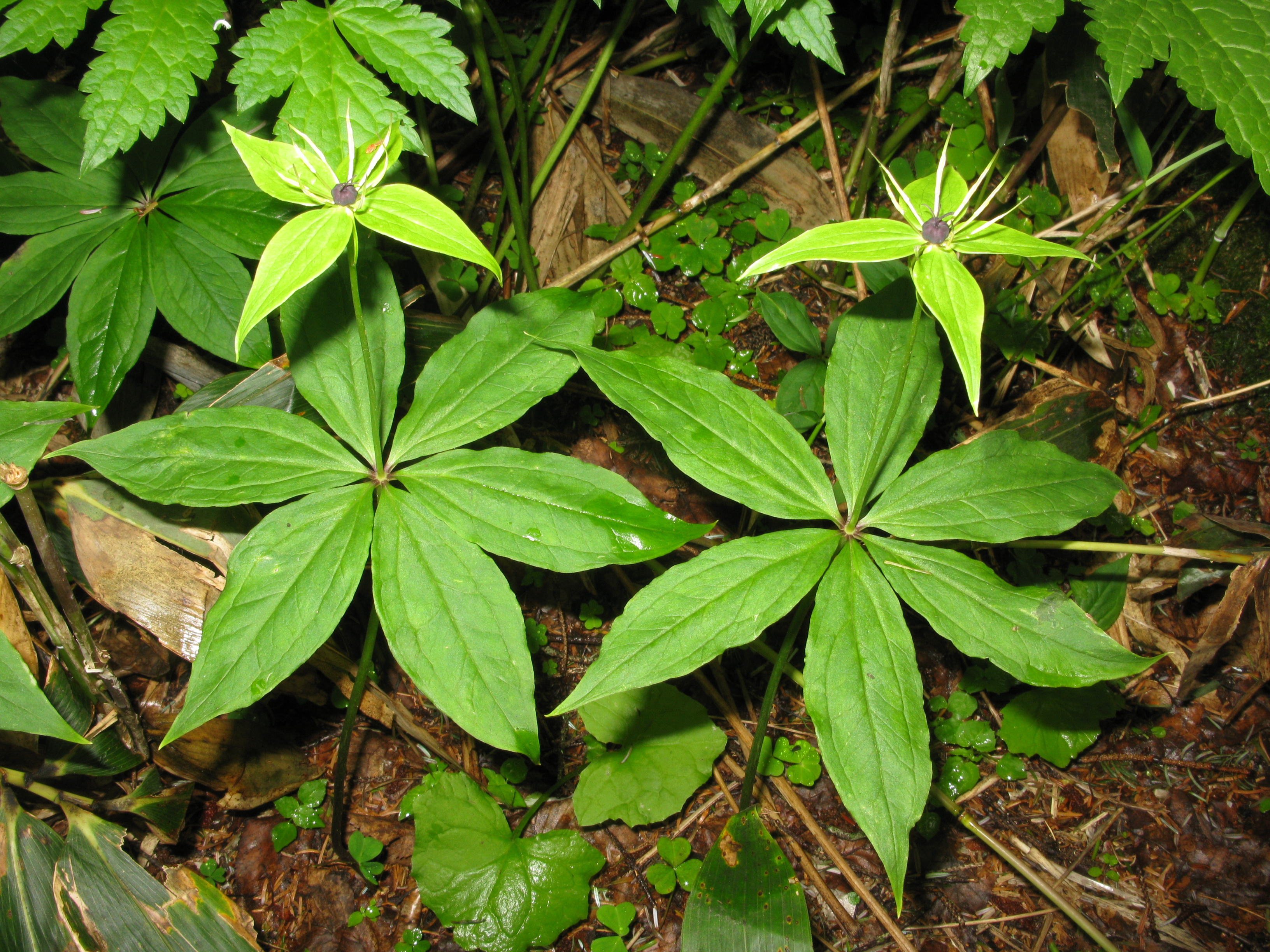